# 月光恵亮
月光 恵亮（つきみつ けいすけ、1952年6月13日 - ）は、日本の音楽プロデューサー、デジタル・ドローイング・アーティスト。ビーイング社元副社長。音楽原盤制作およびアーティスト・マネージメント組織のパブリック・イメージ社元代表。

## 略歴
1970年頃、ロックバンド「だててんりゅう」や「Dr.KEI&摩天楼」で活動。その後は阿久悠、三木たかし、井上大輔に師事したり、映画の音楽監督として活動を始める。
1977年に舘ひろしのアルバム制作に関わる。長戸大幸、織田哲郎とともに音楽制作会社ビーイングを創業し、副社長に就任。長戸大幸にポパイを紹介したことがきっかけで、スピニッヂ・パワーの「POPEYE THE SAILORMAN」が誕生した。LOUDNESSのデビュー・プロデュースに参加。1984年11月、ビーイングを退社し独立。音楽制作会社パブリック・イメージを創業。以降、LINDBERG、田村直美などの音楽プロデュースを担当。
2017年5月中旬から25日までの間に自宅で覚醒剤を使用した疑いにより、6月15日に覚醒剤取締法違反の容疑で警視庁に逮捕され、6月23日に起訴された。同年10月3日、東京地裁で懲役1年6月執行猶予3年の有罪判決が言い渡された。
2019年12月29日放送のフジテレビ『ザ・ノンフィクション』に出演。女性ボーカルバンドのプロデュースを行うが、高音が聞き取れなくなったことにより音楽プロデュース業の引退を同番組で告白した。
音楽に代わる表現方法として趣味で描いていたアート作品を極めようと2017年頃からInstagramで毎日のように作品を投稿、その作品数は500点を超える。
2020年2月24日、1日だけの個展を開催し盛況を収めた。
2020年11月には2回目を新大久保　CEN DIVERSITYホテルにて開催。
2021年7月に初めての渋谷PARCOでROCK'n ROLL CIRCUSと題された個展を開催。
2022年1月に第二回目の渋谷PARCOでROCK'n ROL CIRCUS 2 と題し開催。
現在は、NFTアートの分野に参入し2022年12月10日には、5555枚のNFT作品をソールドアウトさせ注目を集めている。
2023年3月に第三回目の渋谷PARCOでROCK'n ROL CIRCUS 3 と題し開催。
2023年6月に渋谷UltraSuperNewギャラリーにて
3週間というロングランの個展を開催。
2023年8月に文化遺産白峰で行われた白山サトヤマカイギ奉納祭に参加。
2024年9月に広尾「The Harmonyst Gallery」にて個展を開催。

## プロデュース・アーティスト
ア行
- 秋本奈緒美
- 淺井ひろみ（Joey Carboneと共同）
- 浅田真季
- 石川寛門
- infix（板倉雅一と共同）
- ウォーレン・デ・マルティーニ （RATTギタリスト／ブリヂストンCM)
- ESSEX
- X JAPAN（Trance X remixでYOSHIKIと共同）
- Angel's CAMP（共同）
- 大西結花
- 荻野目洋子
- 小幡洋子

カ行
- GaGaalinG
- カルロス・トシキ（鷹橋敏輝名義も含む）
- 川添智久
- クミコ-高橋クミコ名義
- KENNY
- 児島未散
- 小比類巻かほる
- COBRA
- 小柳昌法[9]

サ行
- 坂井真紀（須貝幸生と共同でサウンドプロデュース）
- 佐久間学
- 笹路正徳
- 佐藤宣彦（共同）
- ZIGGY
- GITANE
- 清水靖晃
- SHYNE-USA
- Jack&Betty
- Jaco:neco[9]
- シャ乱Q
- SHADY DOLLS
- GENTLE BREEZE （田村直美／スターダストレビュー）
- GENDA×BENDA
- 女子十二楽坊
- 白井貴子
- 真行寺恵里
- ZNX
- SPYKE
- Suu The Band
- 鈴木康博
- 法城慎一郎
- stereo criminals（AXXL名義も含む）
- SE7EN
- 世良公則
- SORROW[9]

タ行
- 高橋克典
- 中島卓偉（TAKUI名義時代で、共同）
- 田中美奈子
- 田村直美
- 椿
- D[diː]
- TABLES
- 寺岡呼人[10]
- DELTA
- トニー・フランクリン[9]
- TOPAZ
- TRYBECCA

ナ行
- 中村亜紀

ハ行
- heidi.[9]
- HighNA
- PEARL
- PASSENGERS
- 橋村芽利加
- HANGRY&ANGRY
- HAИNAH
- 土方隆行
- 平川達也[9]
- PEEK-A-BOO
- heath（共同）
- FENCE OF DEFENSE
- BEREEVE
- BLIZARD（松川敏也と共同でサウンドプロデュース）
- BRONX（横関敦と共同）
- BABY'S
- BENYLAN
- VELVET GARDEN

マ行
- 松田樹利亜
- MARIAH
- MARBELL
- MASCHERA
- メガマソ[9]
- モーニング娘。-<Club Hello trance remix>
- 本木雅弘
- 森下玲可

ヤ行
- 山瀬まみ
- YOKO&LOOK OUT
- 横関敦（共同）
- 吉田匠

ラ行
- LOUDNESS
- Lovenders
- RABBIT[10]
- LISAGO
- LITTLE VIKING （JUN MORIOKA-ULF TURESSON）
- LINDBERG

ワ行
- 渡瀬マキ（共同）

## 楽曲提供

### 作詞・作曲・編曲
- 荻野目洋子「SMILE FOR ME（編曲は須貝幸生・神長弘一と共同）」
- BRONX「WOMAN」
- YOCO & LOOK OUT「Say,Good-bye」

### 作詞
- 川添智久「RUN&RUN（川添と共同）」
- 佐久間学『NINETEEN BLUE（佐久間と共同）』
- 清水靖晃「キリストの呪文を砕け」
- HANGRY&ANGRY「ロマンティックにバイオレンス（作曲：角田崇徳）」
- BLIZARD「Dead Or Alive（下村成二郎と共同）」「Love Don't Stay（松川敏也と共同）」「Burnning Sky（松川敏也と共同）」
- BRONX「BURNING STAR」「BUT I DON'T KNOW」
- BABY'S「TEACHER TEACHER（作曲：戸城憲夫）」
- BOØWY「ENDLESS」（作詞：「MOONLIGHT」名義）
- 本木雅弘「SMASH YOUR GLASS（作曲：NEAL X）」「BIBLE BLACK（作曲：NEAL X）」
- 「THEME OF JUNKIE（作曲：中島正雄）」
- 森下玲可「シンデレラになんてなりたいとは思わない」

### 作詞・作曲
- 浅井ひろみ「KEEP ON LOVING」
- 小幡洋子「Silent Love」
- BLIZARD「Fallin' Angel（罠に落ちた天使たち）」
- 本木雅弘「LIZARD」「FIGHTING CITY GIRL（以上、作曲は須貝幸生と共同）」「THE END」
- LINDBERG「Get The Emotion」

### 作曲
- 浅田真季「ごまかしきれない Daicin' in the bathroom」
- 大西結花「OH! ジュリエット（作詞：小幡洋子）」
- 小幡洋子「Rolling 17」「Key of Gold」
- 小比類巻かほる「Livin' a Life Time」「Let's have a party（以上、小比類巻かほると共同）」
- 坂井真紀「ゲリラ」
- 高橋克典「一秒の過ち」
- 田中美奈子「Pretty Angel」「左手で誘惑TONIGHT（作詞：朝野深雪）」
- D[diː]「白いかけら」
- PASSENGERS「イニシャル“K”」
- HANGRY&ANGRY「GIZA GIZA（作詞：角田崇徳）」
- 法城慎一郎「消えないメロディー」「君のいる街」「FREE TRAIN」
- 松田樹利亜「SAYONARA」「Oh My God!（作詞：田村直美　松田樹利亜と共同）」「I wish you were here （作詞：小幡洋子）」「AMBITIOUS（Joey Carboneと共同）」「PASSION（石川寛門と共同）」
- 森下玲可「IN MY DREAM」「GIRL'S OWN WAY」「CrazyLove」
- 山瀬まみ「I WANT YOU」「Burinco（作詞：サエキけんぞう）」
- YOCO & LOOK OUT「Welcome to Nightmare（作詞：朝野深雪　神長弘一と共同）」「黒く塗られたYesterday（須貝幸生と共同）」「Stay Young, Still Young」
- 横関敦「BREAK AWAY（作詞：織田哲郎）」
- Lovenders（全曲、Lovendersと共同）
- LINDBERG「BLUE AFTER BLUE（作詞：朝野深雪）」

### 作曲・編曲
- 大西結花「しょうがないね（作詞：朝野深雪）」「SLOW DOWN（作詞：朝野深雪）」「月明かり注ぐハイウェイ」
- 荻野目洋子「ささやかなレジスタンス（作詞：朝野深雪）」「あなたに帰りたい（作詞：朝野深雪）」「REPLICAのKISS（以上、編曲は須貝幸生・神長弘一と共同）」
- 小比類巻かほる「Oh My Friend（作曲は小比類巻かほると、編曲は鷹羽仁と共同）」
- SHADY DOLLS「色あせてゆくCHINA GIRL（編曲はSHADY DOLLSと共同）」
- 田村直美「正義は君の中で燃えている（作曲は田村直美と、編曲は鷹羽仁と共同）」
- PEARL「X'mas Eve（編曲は須貝幸生・神長弘一と共同）」
- 松田樹利亜「絵に描いたようなTrue Love（作詞：LISAGO）」「待ち合わせはプラタナスの公園で（作詞：LISAGO）」「Twinkle, Twinkle, Twinke Star（作詞：田村直美）」「この世界のどこかで」「ジェットコースター・ランデブー」「ちゃっかり（作詞：室井美樹）」（以上、作曲は松田樹利亜と、編曲は神長弘一、鷹羽仁と共同）「Never Everything（作詞：室井美樹　編曲は神長弘一、鷹羽仁と共同）」「I'm Wishing（作詞：田村直美）」「MY LOVE」（以上、作曲はJoey Carbone・Teddy Castllvecciと、編曲は神長弘一・鷹羽仁と共同）
- YOCO & LOOK OUT「Baby Jane」
- 吉田匠「瞳に焼きつけるpassion red（作詞：田村直美　編曲は鷹羽仁と共同）」
- LINDBERG「STEP IN NOW（作詞：朝野深雪）」

### 編曲
- 大西結花「クラシックじゃものたりない（作詞：小幡洋子）」「MIDNIGHT TV（作詞：朝野深雪）」「壊れた砂の城（作詞：小幡洋子）」「THROUGH THE RAINBOW（作詞：小幡洋子）」
- 荻野目洋子「STEAL YOUR LOVE」「ねぇ」「THIS IS POP」「ひとりじめ」「Moonlight Blue」「ラストダンスは私に」「Joy Luck Club」「思い出のクリスマス（以上、須貝幸生・神長弘一と共同）」
- 川添智久『STAND UP TO THE VICTORY』
- 小比類巻かほる「翼をください」「陽のあたる場所（以上、鷹羽仁と共同）」
- Chere「南十字星（作詞：渡瀬マキ）」
- GENDA×BENDA『Heroines（横関敦と共同）』
- シャ乱Q「歩いてる」
- 世良公則「Rambling Dreamer」
- 田村直美『N'（Joey Carbone、鷹羽仁と共同）』「光と影を抱きしめたまま」「BLOOD, SWEAT & GUTS」「CUT OF LOVE」「Graceful Life」「Thanks a million」「それが愛と云うものだから（以上、鷹羽仁と共同）」「Us 〜空と大地の間で〜」「Touch me」「LET'S STAY TOGETHER（以上、須貝幸生・鷹羽仁と共同）」「もしも…」「SMASH A GO GO〜可能性の芽に水やろう〜（以上、上野圭市と共同）」
- TOPAZ『PASSION REMINED（Jonnie Fingersと共同）』
- PEARL「NO ONE SEES NO ONE HEARS NO ONE SPEAKS」「NO MARCY」『JUSTICE』『WINDOW（以上、須貝幸生・神長弘一と共同）』『4 INFINITY（Joey Carbone、PEARLと共同）』
- 橋村芽利加「背中に投げKISS」
- HAИNAH「桃色前線（編曲は須貝幸生と共同）」
- FENCE OF DEFNESE「13月の革命（FENCE OF DEFENSEと共同）」
- VELVET GARDEN「Feel Your Heart（作詞：室井美樹　川添智久・神長弘一と共同）」
- 松田樹利亜「永遠という瞬間の中で」「LOVE IS A MERRY GO-ROUND」「Bad Dream Rising」「オモイデノヒト」「HOLY NIGHT」
- LINDBERG「DESTINATION」「I MISS YOU」「今すぐKiss Me」「OH! ANGEL」「Magical Dreamer」「恋をしようよ Yeah! Yeah!」「Over the top」「胸さわぎのAfter School（以上、LINDBERGと共同）」『LINDBERG IV（須貝幸生・神長弘一・佐藤達也・LINDBERGと共同）』「赤い自転車」「Bye Bye WILD JET BOY」「気まぐれ Young Lovers」「日曜日はドライブ日和（以上、Joey Carbone・LINDBERGと共同）」「I LOVE YOU」「TIME（以上、須貝幸生・神長弘一・LINDBERGと共同）」「さよならをあげる（Jonnie Fingers・LINDBERGと共同）」『LINDBERG IX』『LINDBERG X（以上、神長弘一・LINDBERGと共同）』
- YOCO & LOOK OUT「Mr.Joker Page One」「Out of Control」「Lookin' For The Paradise」
- LISAGO『抱擁とKISS（須貝幸生と共同）』「ミカヅキ（LISAGO・須貝幸生と共同）」「Never Say Good-by」「REMIND」

### 作詞・編曲
- 佐藤宣彦「Rock'n Roll Man（編曲は佐藤宣彦・笹路正徳と共同）」
- 真行寺恵里『Mokey on my back（作詞は真行寺恵里、編曲は伊藤真太朗と共同）』

## 関連
- IZUMI PROMOTION.inc - 関連会社
- ジョーイ・カーボーン